# Agathomyia nigriventris
Agathomyia nigriventris är en tvåvingeart som beskrevs av Oldenberg 1917. Agathomyia nigriventris ingår i släktet Agathomyia och familjen svampflugor. Inga underarter finns listade i Catalogue of Life.